# 도쿄 다카라즈카 극장

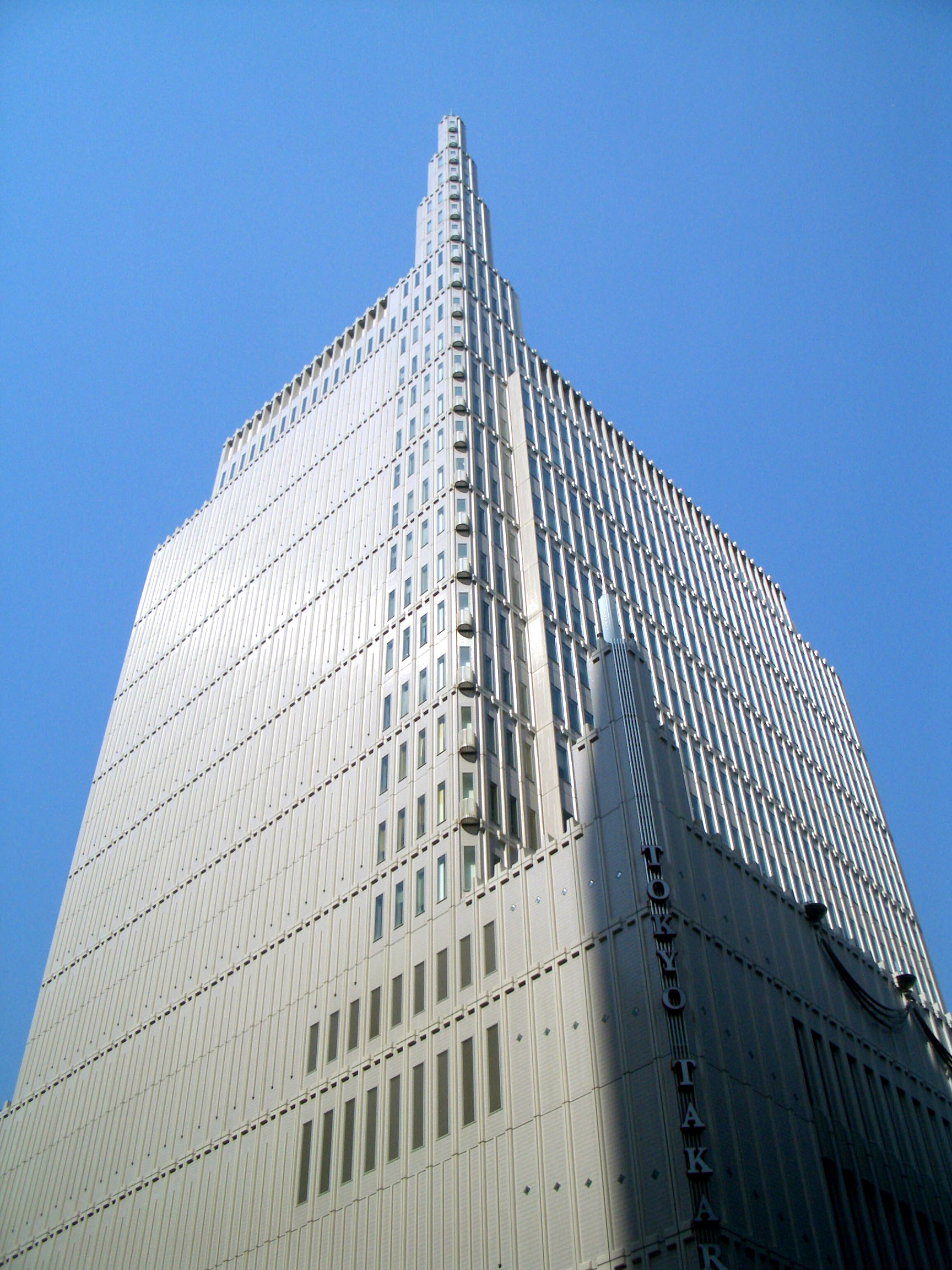
도쿄 다카라즈카 극장

도쿄 다카라즈카 극장(일본어: 東京宝塚劇場 도쿄다카라즈카게키죠[*])는 일본 도쿄도 지요다구 유라쿠초에 있는 극장이다. 다카라즈카 가극단의 도쿄 지역 전용 극장이다. 극장 입구에는 붉은 융단이 깔려 있고 샹들리에가 연출한다. 총 2,0689석 규모의 공연장에서는 연극과 뮤지컬, 음악 공연 등이 펼쳐진다.